# Hierro de Wolfsegg

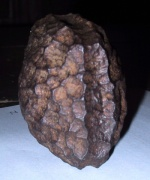
Hierro de Wolfsegg.

El Hierro de Wolfsegg (o Cubo Salzburgo) es un pequeño trozo de hierro encontrado dentro de un bloque de carbón en el pueblo de Wolfsegg Austria. 
Este objeto es interesante porque su origen es un misterio. A veces se ha aducido como prueba de que allí existieron, en épocas prehistóricas, civilizaciones que sobrepasaron al género humano moderno en el desarrollo tecnológico. 
Un informe que apareció en el diario científico Nature (volumen 35, 11, noviembre de 1886, pag 36) describe el objeto como "casi un cubo", "con una incisión profunda". 
El hierro mide 67 mm de alto, 67 mm ancho, y 47 mm en la parte más gruesa. Pesa 785 g, y su peso específico es 7,75.
Es posible que el objeto sea un meteorito de hierro, considerando su composición y la superficie característicamente picada. No está claro, de todos modos, cómo un meteorito obtendría esta forma peculiar. 
El Hierro de Wolfsegg fue examinado en 1966 en el Museo de Historia Natural de Viena. La opinión final del Doctor Kurat del Museo y el comité del Geologisches Bundesanstalt en Viena es que el objeto es simplemente hierro fundido artificial. Podría ser que tales objetos de hierro fueran usados como lastre en maquinaria primitiva de explotación minera. Sin embargo, allí no aparece ninguna prueba de que tales bloques de hierro fueran fabricados para la minería.